# توماس إدوارد كليف ليزلي
توماس إدوارد كليف ليزلي (بالإنجليزية: Thomas Edward Cliffe Leslie)‏ (21 يونيو 1825 – 27 يناير 1882)، هو رجل قانون وخبير اقتصادي أيرلندي. كان بروفيسور في علم القانون والاقتصاد السياسي في كلية كوينز في بلفاست، واشتهر بطعنه القضائي لمبدأ الأموال المخصصة للأجور، وبمعالجة قضايا السياسة الزراعية المعاصرة. كان ناقدًا للأرثوذوكسية الريكاردية وقال إنها همشت طلب وسلوك المستهلك. طور فكرة سيادة المستهلك لكنه أصر على أن تحليل الطلب يجب أن يرتكز على العمل المؤسساتي المقارن والتاريخي. ولد توماس إدوارد كليف ليزلي في مقاطعة ويكسفورد، وكان الابن الثاني للقس إدوارد ليزلي، وكاهن في درومور وخوري في آنهليت. كانت عائلته من أصل اسكتلندي لكنها ارتبطت بإنجلترا منذ حكم تشارلز الأول. كان جون ليزلي (1571- 1671) من أسلافه، وكان أولًا أسقفًا في رافوي ولاحقًا في كلوغر، وهو ابن الأسقف تشارلز ليزلي. تلقى كليف ليزلي تعليمه الابتدائي على يد والده الذي قطن في إنجلترا، وذلك بالرغم من تسلمه كنيسةً وبعض الممتلكات العقارية في أيرلندا. علمه والده اللاتينية واليونانية والعبرية في سن صغيرة نسبيًّا. بعد ذلك، تلقى الرعاية من رجال الدين في كلافام لفترة قصيرة، وأُرسل من بعدها إلى كلية الملك ويليام في جزيرة مان.
التحق بكلية ترينيتي في جامعة دبلن في عام 1842. كان طالبًا مميزًا هناك، وحصل على تكريمات عديدة بالإضافة إلى منحة كلاسيكية في عام 1845، وحصل على رتبة الممتحن الأعلى (الميدالية الذهبية) في الفلسفة الأخلاقية والعقلية خلال امتحان شهادته في عام 1846. أصبح طالب حقوق في لينكولينز إن، وكان تلميذًا في غرف محرري وثائق نقل الملكية في لندن، واستدعي إلى نقابة المحامين الإنجليزية.

## المسيرة الأكاديمية
في عام 1853، عُين كليف ليزلي بروفيسور علم القانون والاقتصاد السياسي في كلية كوينز في بلفاست. تطلب منه هذا المنصب زيارات قصيرة إلى أيرلندا في فترات معينة من كل عام، واستمر في إقامته ومتابعته للدراسة في لندن، وأصبح كاتب دائم في القضايا الاقتصادية والاجتماعية في مراجعات المسؤولين وغيرها من المجلات الدورية.
في عام 1860، جمع عدة مقالات من أعماله وأضاف إليها مقالاتٍ جديدة ووضعها في مجلد أسماه أنظمة الأراضي والاقتصاد الصناعي في أيرلندا وإنجلترا والبلدان القارية. وضَع جي إف ميل وصفًا شاملًا للمحتوى في أعماله في ورقة ضمن مجلة فورتنايتلي ريفيو، واعتبر فيها أن ليزلي من أفضل الكتاب الأحياء الذين يكتبون عن الاقتصاد السياسي المطبق. طلب ميل من صديقه أن يقرأ أول مقال له في مجلة ماكميلان، وأُعجب بموهبته ووجد متعة في مجتمعه، وعامله باحترام ولطف، وهذا ما اعترف به ليزلي بامتنان. شغل ليزلي نفسه كثيرًا بالملاحظات الاجتماعية والاقتصادية خلال زياراته المتكررة إلى القارة وخصوصًا إلى بلجيكا وبعض المقاطعات غير المعروفة في فرنسا وألمانيا. درس تأثيرات المؤسسات ونظام الحياة الذي ساد في كل منطقة، على الوضع الأخلاقي والمادي لسكانها. اكتسب بهذه الطريقة معرفة واسعة ودقيقة بالاقتصاد الريفي القاري، وهو الأمر الذي استخدمه بطريقة مثلى لدراسة الظواهر المتوازية في الداخل. كانت التوصيفات التي أعطاها عن نتائج ملاحظاته من أسعد جهود حياته؛ قال ميل أنه لم يتمكن أحد من كتابة وصف للزيارات الأجنبية بطريقة ممتعة ومفيدة في آن واحد. وفي هذه الرحلات، تعرف على عدة أشخاص مميزين ومنهم: السيد لونس دو لافيرن والسيد إيميل دو لافيل. كرمهم لاحقًا بطريقة لائقة  لتخليد ذكراهم من خلال نبذة عن السيرة الذاتية ( فورتنايتلي ريفيو، فبراير 1881)؛ واستمرت العلاقات بينه وبين السيد دو لافيل بتقدير متبادل مودة عميقة حتى آخر حياته.

## الكتابات

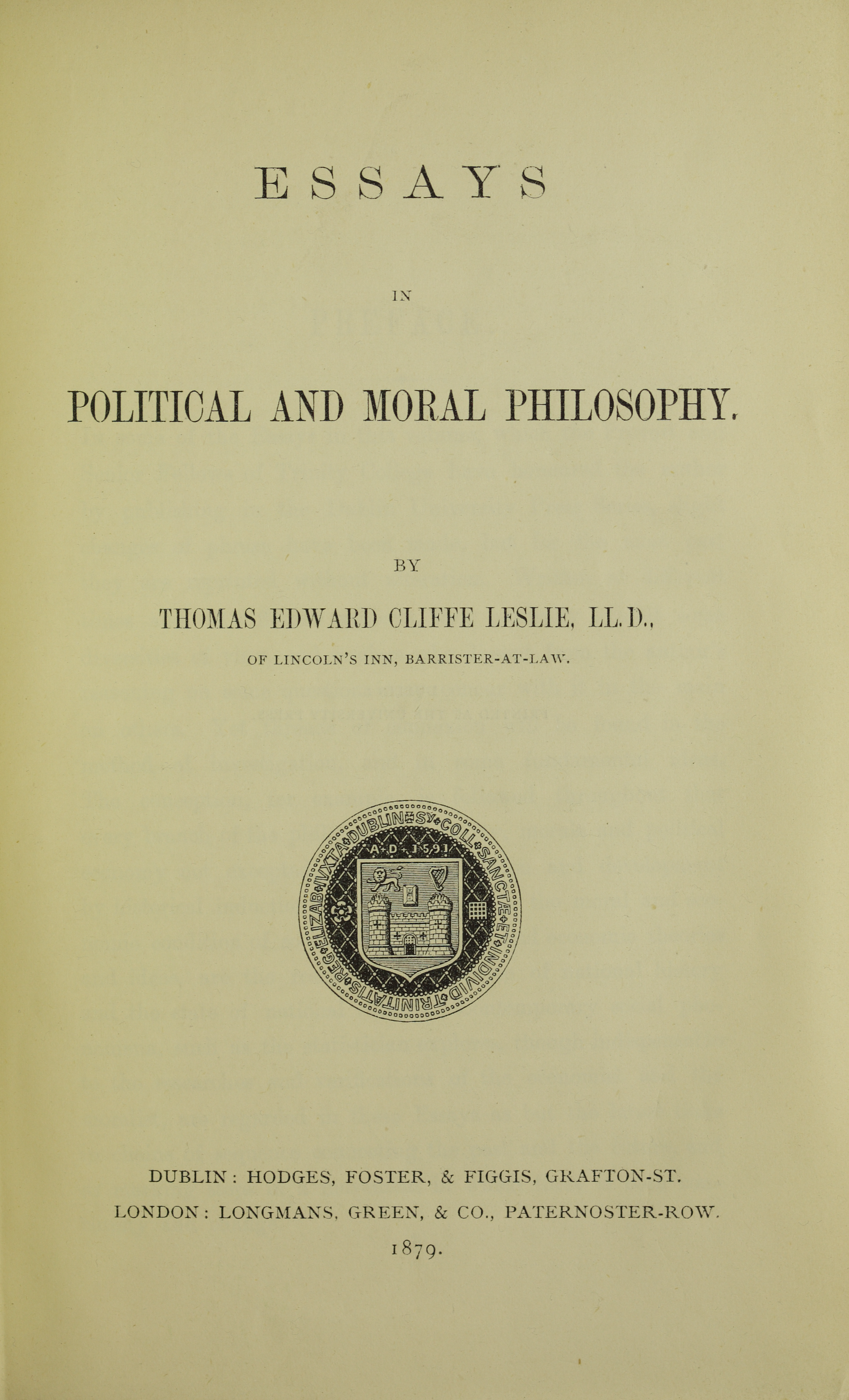
«مقالات في الفلسفة السياسية والأخلاقية» (1879)

تتشب أعمال ليزلي إلى فئتين: الاقتصاد السياسي المطبق ونقاش الطريقة الفلسفية للعلوم. انتمى «أنظمة الأرض والاقتصاد الصناعي لأيرلندا» و «إنجلترا والبلدان القارية» بشكل أساسي إلى الجزء السابق. ظهرت مقالتان لليزلي ضمن مجلدات نُشرت تحت رعاية نادي كوبدين. جاء في «نظام الأرض في فرنس» بنسخته الثانية عام 1870 دفاعًا هامًا عن « الثقافة الصغيرة» أكثر من «الملكية الصغيرة». حدد «الإصلاح المالي» في عام 1871 عوائق الإنتاج والتجارة الآتية من الضرائب غير المباشرة. ساهم بمقالات عدة في مراجعات بين عام 1875 و1879، وقد شملت عدة مناقشات عن تاريخ الأسعار وتحركات الأجور في أوروبا، ونبذة عن حياته في أوفيرني بأفضل طريقة له. وعلى أية حال، ارتبطت أهمها بالطريقة الفلسفية للاقتصاد السياسي، وبشكل بارز ظهرت واحدة جديرة بالذكر في الجريدة الدورية لجامعة دبلن، هيرماثينا. في عام 1879، نشر العميد والطلبة الكبار في كلية ترينيتي مجلدًا له، وفيه جُمعت العديد من هذه المقالات تحت عنوان «مقالات في الفلسفة السياسية والأخلاقية». شكلت هذه المقالات مع مقالات لاحقة بالإضافة إلى المجلد السابق بعنوان «أنظمة الأرض» مساهمةً هامة لليزلي في أدب الاقتصاد. فكّر لوقت طويل وكتب جزئيًا عملًا عن التاريخ القانوني والاقتصادي الإنكليزي، وكان ذلك أعظم إبداعاته وثمرة أكثر جوهرية لعبقريته وأعماله أكثر من أي شيء آخر قد تركه. بُذل الكثير من الجهد على مخطوطة هذه الدراسة، لكنها ضاعت لأسباب مجهولة في نانسي في عام 1872؛ وبالرغم من أنه أمل أن يتمكن من إعادة إنجاز الجزء المفقود وإنهاء العمل، لكنه لم يجد أي مادة في حالة صالحة للنشر. يمكن أن تُجمع طبيعتها من مقال «تاريخ ومستقبل الربح» في فورتنايتلي ريفيو، نوفمبر عام 1881، ويُعتقد أنها خلاصتها من ناحية الجوهر.

كانت قدرته على القيام بالكثير من الأمور موضع عجب، لأن أعماله تعرقلت لفترة طويلة بسبب مرض مؤلم وكئيب، كان قد عانى منه على نوبات، ولم يشعر بالأمان من هجماته المتكررة. فارق حياته على إثر هذا المرض في بلفاست في السابع والعشرين من يناير عام 1882. أكد كليف ليزلي على قضية الأرض بكونها قضية مركزية  للصالح الاجتماعي لأيرلندا وإنجلترا. يحتوي هذا المجلد على عرض واسع وتنوع غني بالتفاصيل التوضيحية. كان هدفه العام هو أن يظهر أن الأنظمة الإقليمية لكلا البلدين تعج بالعناصر التاريخية من أصل إقطاعي، وغير ملائمة مع بعضها البعض لخدمة غايات المجتمع الصناعي الحديث. تتلخص السياسة التي أوصى بها في الآتي:
لو كان يوجد في إنجلترا علم قانون بسيط يرتبط بالأرض، وقانون للخلافة العادلة بلا وصية، ومنع للاستيلاء، وحماية قانونية لتحسينات المستأجرين، وتسجيل مفتوح لحق الملكية ونقلها، وعدد معقول من ممتلكات الفلاحين، لتمكن الاقتصاد الريفي في إنجلترا من حينها أن يخلق اعتراضاتٍ لا تُدحض على نظام الأرض الايرلندي في أذهان الناس.- «أنظمة الأرض»، إصدار عام 1870، الصفحة 2.
تعلقت الكثير من أعمال ليزلي بمشاكل أيرلندا. رفض الحكم الذاتي كحل وفضّلَ إصلاح الأرض لصالح الملكية الصغيرة.

## الطريقة
دافع كليف ليزلي عن الطريقة الاستقرائية في الاقتصاد السياسي ضد محاولة استنتاج الظواهر الاقتصادية في المجتمع من ما يعرف بالمبدأ العالمي للرغبة بالثروة. وبالطبع، للتجريبية الإنجليزية تقليد طويل يعود تاريخه إلى  ديفيد هيوم وفرانسيس بيكون. وعلى الرغم من ذلك، كان لليزلي هذا الميل التجريبي للاقتصاد البريطاني. وقال أنه 
يجب الحصول على القوانين الأساسية [يقصد الاقتصادية] من خلال الاستقراء الدقيق، ولا يمكن اعتبار الفرضيات التي يستخلص منها ترتيب غير حقيقي للأشياء وحالات توحيد غير واقعية نهائية أو مناسبة؛ وأن  الحقائق هي الظواهر التي يستنتج منها الخبير الاقتصادي مبادئه العامة والتي من خلالها يتعين عليه التحقق المستمر من استنتاجاته، وذلك عوضًا عن كونها غير مرتبطة بمنطق خبير الاقتصاد.